# Venesat 1
O satélite Venesat 1 (Simon Bolívar) foi o primeiro satélite artificial de propriedade do Estado venezuelano lançado a partir da China em 29 de outubro de 2008. Foi administrado pelo Ministério do Poder Popular para a Ciência e Tecnologia através da Agência Bolivariana para Atividades Espaciais (ABAE) da Venezuela para o uso pacífico do espaço exterior. Ele esteve localizado a uma altitude de 35.784,04 km a partir da superfície da terra, em uma órbita geoestacionária.

## História
O satélite Simon Bolívar nasceu como parte do projeto Venesat 1, lançado pelo Ministério da Ciência e Tecnologia, em meados de 2004. Nesse mesmo ano, iniciou conversações com a Agência Espacial Federal Russa, no início era para finalizar o acordo com a Rússia, mas a recusa à proposta venezuelana de transferência de tecnologia, incluindo a formação técnica especializada em gerenciamento de projetos do satélite Simon Bolívar, a Venezuela decidiu abandonar o acordo com a Rússia. Então, em outubro de 2004, o governo venezuelano decidiu iniciar conversações com a China, que aceitou a proposta. Assim, técnicos venezuelanos seriam treinados em tecnologia de satélites, desenvolvimento de software e treinamento técnico para operar o satélite a partir da Terra. Olhando para o futuro o governo venezuelano espera produzir tecnologia de satélite projetado para lançar satélites em solo venezuelano, com a sua própria tecnologia.
O projeto foi aprovado e o satélite foi fabricado e lançado pela Administração Espacial Nacional da China por um valor de 400 milhões de dólares, de acordo com as especificações da União Internacional de Telecomunicações.
Desde 13 de março de 2020, o Venesat 1 está fora de serviço após uma série de manobras que o deixaram caindo e se afastando de sua posição orbital designada. A Seradata informou que o satélite perdeu ambas as unidades do seu painel solar entre fevereiro e março de 2020, levando a uma perda de energia para a espaçonave. O operador tentou executar um movimento de emergência da espaçonave para uma órbita cemitério, mas, apenas a queima do motor apogeu foi bem-sucedida, enquanto a queima do perigeu falhou. Sugere-se que a sonda tenha ficado sem energia durante a tentativa de perigeu, ou que possa ter esgotado seu suprimento de combustível. Em 23 de março de 2020, o Venesat 1 estava em uma órbita elíptica de aproximadamente 36.300 por 35.800 quilômetros, o que colocou seu perigeu aproximadamente a 50 quilômetros acima da órbita geossíncrona normal. Ele também havia se desviado para o oeste em 30 graus.
Em 24 de março de 2020, o governo venezuelano mudou a maioria das funções do Venesat 1 para o satélite Intelsat 14. No dia seguinte, o Ministério da Ciência e Tecnologia da Venezuela declarou que o satélite havia sido perdido e sua missão terminada. O Venesat 1 falhou três anos antes do final esperado da sua vida útil.

## Objetivo do satélite
O objetivo do satélite Simon Bolívar foi facilitar o acesso aos serviços de transmissão de dados via internet, telefone, televisão, telemedicina e tele-educação. Cobriu todas as necessidades nacionais da Venezuela, que têm a ver com telecomunicações, especialmente em locais com escassa população. Ele também teve como objetivo fortalecer os programas e projetos implementados pelo Estado, garantindo que vai chegar aos lugares mais remotos, colocando nesses pontos locais conexão via satélite, de modo a garantir a educação em tempo real, diagnóstico e informação à população que pode não ter acesso a todos os meios e informação.
O governo da Venezuela diz que também serviu para promover a integração latino-americana e da União de Nações Sul-Americanas (UNASUL), o Uruguai cedeu sua órbita para a Venezuela em troca de 10% da capacidade do satélite.
O satélite foi lançado em 29 de outubro de 2008, em um foguete Longa Marcha 3B/G2 a partir do Centro Espacial de Xichang, na China.

## Recepção
O Venesat 1 era equipado com 14 transponders de banda C (rádio e sinal de TV), 12 de banda Ku (dados e Internet de alta velocidade) e 2 em banda Ka (transponders para sinal de TV digital para cobrir a maior parte do continente da América do Sul e parte das áreas do Caribe, e fornecer comunicações e serviços de radiodifusão para à Venezuela, assim como a região circunvizinha).